# 林野 (象棋棋手)
林野（1962年9月—），四川成都人，意大利女子象棋棋手、女子世界冠军。

## 生平
林野于1979年获第四届全国运动会象棋赛第三名。1980年进入四川棋队。1981年，她在广东肇庆举办的全国象棋个人赛中夺得女子冠军，后来也因此获得特级大师称号。此后，她还曾获得过1982年全国个人赛第三名、1987年全国个人赛第四名。
1990年代林野移居意大利。1997年11月，代表意大利出战第五届世界象棋锦标赛的林野以不败战绩夺得女子冠军，是欧洲第一位、也是至今为止唯一一位象棋世界冠军。她也由此成为欧洲第一位国际特级大师。
林野的丈夫古贝蒂（Agostino Guberti）是意大利象棋协会创会主席。